# Moto Guzzi Norge-serie
De Moto Guzzi Norge 1200 is een motorfietstype van Moto Guzzi dat in 2007 op de markt kwam. Het was gebaseerd op de Breva en de Griso, maar wel het eerste model met de tot 1151 cc opgeboorde motor. De naam "Norge" was een eerbetoon aan de reis die Giuseppe Guzzi in 1928 maakte met een Moto Guzzi GT. Hij ging naar de poolcirkel en dat leverde de machine toen de bijnaam "Norge" op. 

## Voorgeschiedenis
Na de overname door Piaggio in 2004 had Moto Guzzi al sterk verbeterde modellen uitgebracht, zoals de Breva en de Griso. Toch was de Moto Guzzi California de best verkopende Moto Guzzi. De Breva en de Griso waren naked bikes, die enigszins te vergelijken waren met de kale modellen van BMW. In Europa verschenen steeds meer modellen die gericht waren op het serieuze toerwerk, zoals de BMW R 1200 RT, de Yamaha FJR 1300 en de Honda ST 1300 Pan European. De machines waren zonder uitzondering voorzien van een grote toerkuip, een kofferset en vaak al luxe elementen zoals handvatverwarming en ABS.

## Norge 1200 GT en GTL
De presentatie van de Norge 1200 GT in de zomer van 2006 kwam eigenlijk te vroeg. Naar goede traditie van het merk waren de voorproductiemodellen die aan motorjournalisten ter beschikking werden gesteld nog niet productierijp en vertoonden ze nog een aantal kinderziekten: Het ABS veroorzaakte lekkage aan de wiellagers, de hoogteverstelling van de ruit werkte nog niet (ondanks het feit dat ze nog niet elektrisch was) en de vering was te slap. Dat laatste lag waarschijnlijk aan het feit dat de machine gebaseerd was op de Breva V 1100 en de vering nog niet was aangepast aan het gewicht van de kuip. De oorzaak van de (te) vroege presentatie was dat men haast had met de presentatie omdat Moto Guzzi in 2006 85 jaar bestond. Handvatverwarming, zijkoffers en ABS waren standaard op alle modellen. De GTL-versie was identiek aan de GT, maar voorzien van een elektrisch verstelbare ruit, een topkoffer en een TomTom navigatiesysteem. Bij de eerste versies was een van de belangrijkste klachten de slechte bereikbaarheid van de oliepeilstok: er moesten drie kuipdelen geheel en één gedeeltelijk gedemonteerd worden. Bijvullen kon alleen via een slang met trechter.

### Motor
De motor was een langsgeplaatste 90° V-twin met twee kleppen per cilinder. Hoewel de motor nog steeds in hoofdzaak luchtgekoeld was, speelde ook de motorolie een grote rol bij de koeling. Het carter was horizontaal gedeeld. De kleppen werden bediend door stoterstangen en tuimelaars vanaf een enkele nokkenas die boven de krukas lag. De wisselstroomdynamo zat tussen de beide cilinders. Er was een Marelli injectiesysteem toegepast.

### Aandrijflijn
De Norge had een dubbele droge plaatkoppeling en de zesversnellingsbak die afkomstig was van de Breva V 1100. De secundaire aandrijving geschiedde door een cardanas.

### Rijwielgedeelte
Er was een stalen dubbel wiegframe gebruikt, dat afkomstig was van de Breva V 1100. Het duozadel was getrapt, waardoor de duopassagier over de berijder heen kon kijken, terwijl de berijder zelf "in" de motor zat. De achtervering werd verzorgd door de CARC enkelzijdige wielophanging met monovering en aan de voorkant zat een conventionele 45 mm telescoopvork. In het voorwiel zaten twee 320 mm schijfrem met een vierzuiger remklauw en achter een 282 mm schijf.

## Norge 850
De Norge 850 kwam in 2009 op de markt. Met de motor van de Breva 850 was dit een goedkopere versie van de 1200 GT.

## Norge 1200 GT 8V
In 2010 werd de 1200 cc achtkleps motor van de Griso 1200 8V in de Norge gehangen. Dankzij het verbeterde uitlaatsysteem was het koppel vergroot en het vermogen lag ruim boven de 100 pk. Ook de demping was zowel in de voorvork als in de monovering verbeterd. De toerkuip was gewijzigd waardoor berijder en passagier beter beschermd waren tegen de elementen, maar ook tegen het geluidsniveau en de motorwarmte. De nieuwe middenbok was makkelijker te bedienen.

## Technische gegevens
| Moto Guzzi           | 1200 GT                                        | 1200 GTL                                       | 1200 GT 8V                                   | 850                                          |
| -------------------- | ---------------------------------------------- | ---------------------------------------------- | -------------------------------------------- | -------------------------------------------- |
| Periode              | 2007-2009                                      | 2007-2009                                      | 2010-                                        | 2009                                         |
| Categorie            | toermotor                                      | toermotor                                      | toermotor                                    | toermotor                                    |
| Motortype            | kopklepmotor                                   | kopklepmotor                                   | kopklepmotor                                 | kopklepmotor                                 |
| Bouwwijze            | Langsgeplaatste 90° V-twin                     | Langsgeplaatste 90° V-twin                     | Langsgeplaatste 90° V-twin                   | Langsgeplaatste 90° V-twin                   |
| boring               | 95 mm                                          | 95 mm                                          | 95 mm                                        | 92 mm                                        |
| slag                 | 81,2 mm                                        | 81,2 mm                                        | 81,2 mm                                      | 66 mm                                        |
| Cilinderinhoud       | 1151,1 cc                                      | 1151,1 cc                                      | 1151,1 cc                                    | 877,5 cc                                     |
| Brandstofvoorziening | Magneti Marelli IAW alfa-n Multipoint injectie | Magneti Marelli IAW alfa-n Multipoint injectie | Weber-Marelli injectie met stappenmotor      | Weber-Marelli injectie met stappenmotor      |
| Ontsteking           | elektronisch                                   | elektronisch                                   | elektronisch                                 | elektronisch                                 |
| Compressieverhouding | 9,8:1                                          | 9,8:1                                          | 9,6:1                                        | 9,8:1                                        |
| Max. vermogen        | 84 pk bij 7.200 tpm (gemeten)                  | 84 pk bij 7.200 tpm (gemeten)                  | 105 pk bij 7.500 tpm                         | 72 pk bij 7.600 tpm                          |
| Topsnelheid          | 200 km/h                                       | 200 km/h                                       | onbekend                                     | onbekend                                     |
| Aandrijving          | cardanas                                       | cardanas                                       | cardanas                                     | cardanas                                     |
| Koppeling            | dubbele droge plaatkoppeling                   | dubbele droge plaatkoppeling                   | dubbele droge plaatkoppeling                 | dubbele droge plaatkoppeling                 |
| Versnellingen        | zes                                            | zes                                            | zes                                          | zes                                          |
| Rijwielgedeelte      | dubbel wiegframe, buisframe                    | dubbel wiegframe, buisframe                    | dubbel wiegframe, buisframe                  | dubbel wiegframe, buisframe                  |
| Vering vóór          | telescoopvork                                  | telescoopvork                                  | telescoopvork                                | telescoopvork                                |
| Vering achter        | CARC met enkele schokdemper                    | CARC met enkele schokdemper                    | CARC met enkele schokdemper                  | CARC met enkele schokdemper                  |
| Banden               | voor 120/70 × 17", achter 180/55 × 17"         | voor 120/70 × 17", achter 180/55 × 17"         | voor 120/70 × 17", achter 180/55 × 17"       | voor 120/70 × 17", achter 180/55 × 17"       |
| Rem(men)             | voor twee schijfremmen, achter één schijfrem   | voor twee schijfremmen, achter één schijfrem   | voor twee schijfremmen, achter één schijfrem | voor twee schijfremmen, achter één schijfrem |
| gewicht              | 246 kg droog                                   | 246 kg droog                                   | 251 kg droog                                 | 242 kg droog                                 |
| Tankinhoud           | 23 liter                                       | 23 liter                                       | 23 liter                                     | 23 liter                                     |